# Iris hexagona
Iris hexagona är en irisväxtart som beskrevs av Thomas Walter. Iris hexagona ingår i släktet irisar, och familjen irisväxter. Inga underarter finns listade i Catalogue of Life.